# NGC 1279
NGC 1279 is een spiraalvormig sterrenstelsel in het sterrenbeeld Perseus. Het hemelobject werd op 12 december 1876 ontdekt door de Deens-Ierse astronoom Johan Dreyer.

## Synoniemen
- PGC 12448
- PGC 12449